# Gårdgölen (Asa socken, Småland)
Gårdgölen är en sjö i Växjö kommun i Småland och ingår i Mörrumsåns huvudavrinningsområde.